# Platysenta imbella
Platysenta imbella är en fjärilsart som beskrevs av Walker 1858. Platysenta imbella ingår i släktet Platysenta och familjen nattflyn. Inga underarter finns listade i Catalogue of Life.